# Meinern
Meinern ist ein Ortsteil der Stadt Soltau im Landkreis Heidekreis in Niedersachsen. Die Ortschaft hat ca. 285 Einwohner. Zu Meinern gehören ebenfalls die Weiler Alm, Barmbruch, Großeholz, Lütjeholz, Weißenkamp und Willingen.

## Geografie
Meinern liegt in der Lüneburger Heide südwestlich von Soltau.
Durch Meinern verlaufen die Landesstraße 163 und die Kreisstraße 14.

## Geschichte
Am 1. März 1974 wurde Meinern in die Stadt Soltau eingegliedert.

## Politik
Ortsvorsteher ist Friedhelm Eggers.

## Wirtschaft und Infrastruktur
- Im Gewerbegebiet Alm wurde 1998 ein Fachmarktzentrum eröffnet.
- Die Soltauer Wetterstation wurde vor einigen Jahren nach Meinern verlegt.

## Sehenswürdigkeiten
In der Liste der Baudenkmale in Soltau sind für Meinern drei Baudenkmale aufgeführt.